# 干登歧足蛛
干登歧足蛛（學名：Liphistius kanthan）是一種極度瀕危的蜘蛛，僅在馬來西亞半島的山洞及乾燥低地出現。根據2013年的紀錄，其棲息地因受到礦物及沙石場的開採計劃而面臨極大風險，其已知的3分2的棲地已被破壞，而且未有復肓的計劃。

## 外部連結
- Liphistius kanthan